# Bá quốc Brabant
Phong địa bá quốc Brabant (tiếng Đức: Landgraafschap Brabant ; tiếng Pháp: Comté de Brabant; tiếng Hà Lan: Landgraafschap Brabant) là một thái ấp nhỏ thời trung cổ ở phía Tây Brussels, bao gồm khu vực giữa sông Dender và sông Zenne ở Vùng đất thấp, sau đó là một phần của Đế chế La Mã Thần thánh.
Trước năm 1085, vùng đất này thuộc về Hermann II, Bá tước Pfalz xứ Lotharingia. Sau khi ông qua đời, Hoàng đế Henry IV đã trao Phong đại bá quốc Brabant cho Henry III, Bá tước xứ Louvain và Brussels. Đây là cách sử dụng sớm nhất được biết đến của thuật ngữ Phong địa bá tước.
Năm 1183, vùng đất của Brabant và các Bá quốc Louvain và Brussels được Hoàng đế Frederick Barbarossa chính thức hợp nhất và nâng lên thành Công quốc Brabant; Henry I trở thành Công tước đầu tiên của Brabant.
Khu vực này tạo thành một phần của Nam Brabant từ năm 1815 đến 1830 như một phần của Vương quốc Liên hiệp Hà Lan và một phần của Tỉnh Brabant của Vương quốc Bỉ từ năm 1830 đến 1996. Nó hiện nằm ở phía Tây của Flemish Brabant trong Vùng Flemish của Vương quốc Bỉ hiện tại.